# Wagin Shire
Wagin Shire är en kommun i Australien. Den ligger i delstaten Western Australia, omkring 210 kilometer sydost om delstatshuvudstaden Perth. Antalet invånare var 1 761 vid folkräkningen 2021.
Följande samhällen finns i Wagin:
- Wagin
- Piesseville
- Nippering